# Димсталь
Димсталь (Димсдэль, совр. транскрипция Димсдейл англ. Dimsdale) — русский баронский род.
Предки его с XIII века владели поместьями в графстве Гертфордском. Фома Димсталь (1712—1800), врач в английской армии, был вызван в 1769 г. в Россию для привития оспы императрицы Екатерине II и великому князю Павлу Петровичу. За благополучный исход этой операции он получил звание лейб-медика и возведён в баронское достоинство Российской империи вместе со вторым сыном своим Нафанаилом. Баронский титул наследуется старшим в роде их потомком.

## Описание герба
В серебряном щите лазоревый зубчатый пояс, обременённый золотым щитом, с левым чёрным орлиным крылом, по сторонам коего два золотые шара и сопровождаемый тремя чёрными о пяти лучах звездами 2,1.
Щит увенчан баронскою короною и коронованным шлемом. Нашлемник: серебряная голова грифа с червлёными глазами и языком. Намёт: справа — лазоревый, с серебром, слева — чёрный, с золотом. Герб рода баронов Димсталь внесён в Часть 11 Общего гербовника дворянских родов Всероссийской империи, стр. 23.